# Olympische Winterspiele 1960/Teilnehmer (Niederlande)
| Gelbes Symbol für Goldmedaillen mit stilisierten Olympischen Ringen | Graues Symbol für Silbermedaillen mit stilisierten Olympischen Ringen | Braundes Symbol für Bronzemedaillen mit stilisierten Olympischen Ringen |
| ------------------------------------------------------------------- | --------------------------------------------------------------------- | ----------------------------------------------------------------------- |
| —                                                                   | 1                                                                     | 1                                                                       |

Die Niederlande nahmen an den Olympischen Winterspielen 1960 im US-amerikanischen Squaw Valley mit einer Delegation von sieben Athleten, fünf Männer und zwei Frauen, teil.
Seit 1928 war es die sechste Teilnahme der Niederlande an Olympischen Winterspielen.

## Flaggenträger
Der Eisschnellläufer Cornelis Broekman trug die Flagge der Niederlande während der Eröffnungsfeier in der Blyth Arena.

## Medaillen
Mit je einer gewonnenen Silber- und Bronzemedaille belegte das niederländische Team Platz 11 im Medaillenspiegel.

### Silber
- Sjoukje Dijkstra: Eiskunstlauf, Damen-Einzel

### Bronze
- Jan Pesman: Eisschnelllauf, Herren, 5000 m

## Teilnehmer nach Sportarten

### Eiskunstlauf
Damen:
- Sjoukje Dijkstra
- Joan Haanappel
5. Platz

### Eisschnelllauf
Herren:
- Jeen van den Berg
5000 m: 19. Platz – 8:22,4 min
10.000 m: 22. Platz – 17:23,5 min
- Cornelis Broekman
5000 m: 20. Platz – 8:22,9 min
10.000 m: 16. Platz – 16:59,9 min
- Willem de Graaff
500 m: 28. Platz – 42,9 s
1500 m: 15. Platz – 2:16,5 min
- Henk van der Grift
500 m: 10. Platz – 41,2 s
1500 m: DNF
- Jan Pesman
500 m: 9. Platz – 43,4 s
5000 m:  – 8:05,1 min
10.000 m: 16. Platz – 16:41,0 min